# صادق البيرق
صادق البيرق (بالتركية: Sadık Albayrak)‏ (15 فبراير 1942) صحفي ومؤلف تركي حوالي 40 كتابا. وكان عضوا في البرلمان 1991-1995 لحزب الرفاه. ولد قرب منطقة طربزون. كان صديقا مع رجب طيب أردوغان منذ حوالي عام 1980. [2] في عام 2004 ، تزوج ابنه ، بيرات البيرق ، ابنة رجب طيب أردوغان ، اسراء اردوغان. [2] ابنه سرحات البيرق هو الرئيس التنفيذي لمجموعة Turkuvaz الإعلامية في شركة تشاليك القابضة ، في حين أن بيرات هو الرئيس التنفيذي للشركة القابضة. 